# Schönberg am Kamp
Schönberg am Kamp ist eine Marktgemeinde mit 1836 Einwohnern (Stand 1. Jänner 2025) im Kamptal im Bezirk Krems in Niederösterreich.

## Geografie
Die Gemeinde liegt am südöstlichen Rand des Waldviertels in Niederösterreich. Die Fläche der Marktgemeinde umfasst 53,28 Quadratkilometer, etwa 48 Prozent der Fläche ist bewaldet.
Im Gemeindegebiet befindet sich der Naturpark Kamptal-Schönberg. Die Marktgemeinde Schönberg am Kamp ist Mitglied der Kleinregion Kamptal Süd.

### Gemeindegliederung
Die Gemeinde besteht aus 13 Katastralgemeinden und gliedert sich in 14 Ortschaften (in Klammern: Fläche Stand 31. Dezember 2023 bzw. Einwohnerzahl Stand 1. Jänner 2025):
- Altenhof (115,36 ha; 62 Ew.)
- Buchberger Waldhütten (391,69 ha; 34 Ew.)
- Fernitz (331,37 ha; 44 Ew.)
- Freischling (1.041,88 ha; 95 Ew.)
- Kriegenreith (122,94 ha; 16 Ew.)
- Mollands (263 ha; 271 Ew.)
- Neustift bei Schönberg (311,81 ha); Schönberg-Neustift (129 Ew.)
- Oberplank (327,83 ha; 48 Ew.)
- Plank am Kamp (366,86 ha; 256 Ew.)
- Raan (155,92 ha; 29 Ew.)
- Schönberg (646,61 ha; 570 Ew.) samt Manhartsberg
- See (35 Ew.)
- Stiefern (988,95 ha; 192 Ew.)
- Thürneustift (263,38 ha; 55 Ew.)

### Eingemeindungen
- Am 1. Jänner 1968 entstand im Zuge der NÖ. Kommunalstrukturverbesserung durch die Zusammenlegung der Gemeinden Mollands, Schönberg am Kamp und Schönberg-Neustift die Marktgemeinde Schönberg, der sich
- am 1. Jänner 1970 auch die bis dahin selbstständige Gemeinde Freischling als Ortsteil anschloss.
- Am 1. Jänner 1971 entstand mit der Eingliederung von Zöbing die Marktgemeinde Zöbing-Schönberg.
- Am 1. Jänner 1972 verließ der Ortsteil Zöbing diese Großgemeinde und schloss sich als Ortsteil der Stadtgemeinde Langenlois an. Der verbliebene Teil der Großgemeinde besteht seitdem mit dem Namen Schönberg am Kamp.[3]

### Postleitzahlen
In der Marktgemeinde Schönberg am Kamp finden zwei Postleitzahlen Verwendung. Der Hauptort Schönberg am Kamp und die Ortsteile Buchberger Waldhütten, Mollands, Schönberg-Neustift, See, Stiefern und Thürneustift haben die Postleitzahl 3562. Altenhof, Fernitz, Freischling, Kriegenreith, Plank am Kamp, Oberplank und Raan haben die Postleitzahl 3564.

### Nachbargemeinden
Je zwei der sieben Nachbargemeinden liegen im Bezirk Horn (HO) bzw. im Bezirk Hollabrunn (HL).
|                            | Gars am Kamp (HO)                           | Burgschleinitz-Kühnring (HO)               |
| St. Leonhard am Hornerwald | Kompassrose, die auf Nachbargemeinden zeigt | Maissau (HL) Hohenwarth-Mühlbach a.M. (HL) |
| Langenlois                 |                                             | Straß im Straßertale                       |

## Geschichte

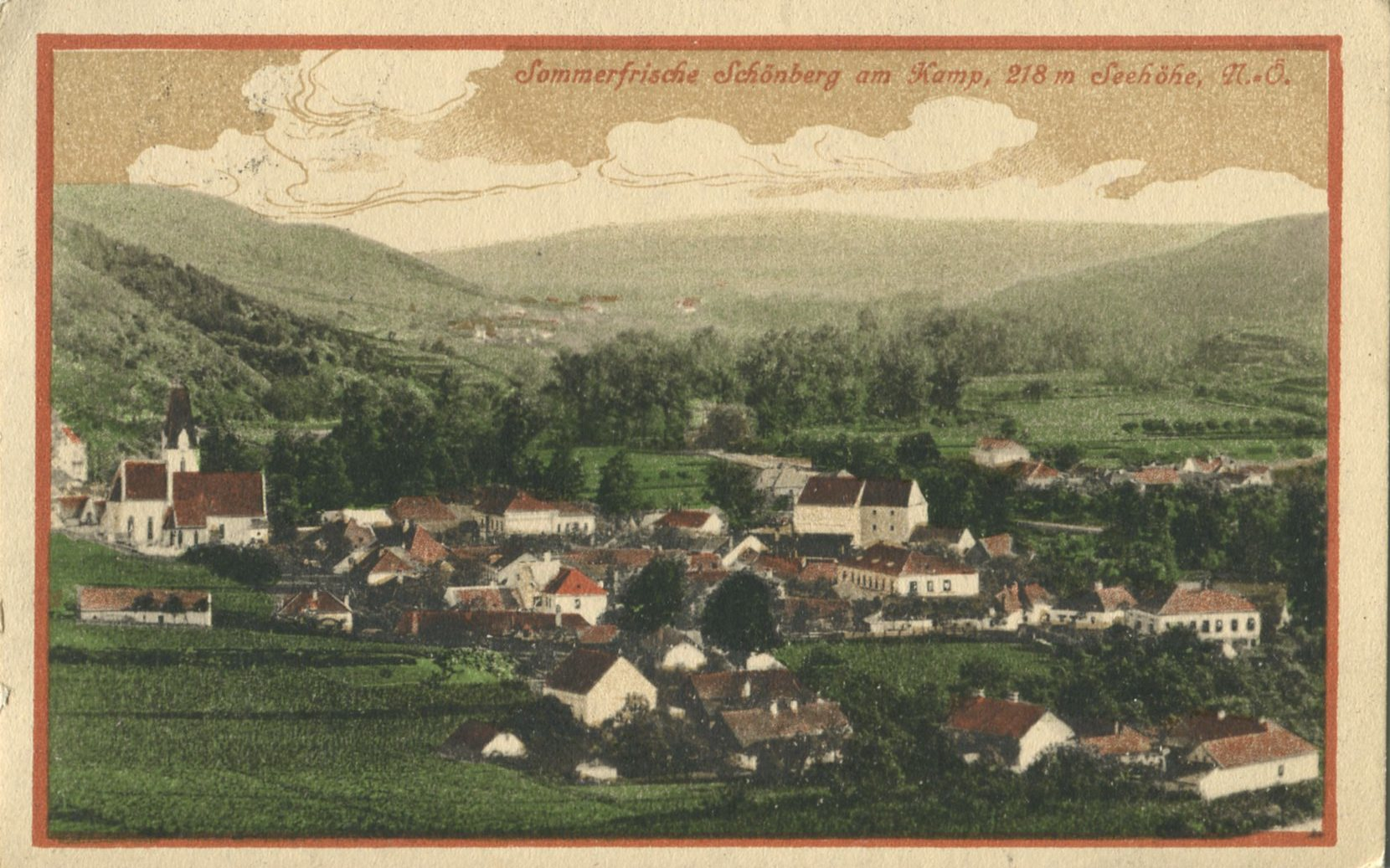
Schönberg am Kamp, Ansichtskarte um 1900

Schönberg am Kamp war bereits 1168 ein Besitz der Kuenringer, die auch Besitzer der heutigen Ruine Schoneberg oberhalb Schönbergs waren. 1372 besiegte Leopold III. von Habsburg auf dieser Burg sitzende Raubritter. Anschließend wurde die Herrschaft landesfürstlich. 1483 wurde Schönberg von den Hussiten, 1485 von den Ungarn besetzt. Zwischen 1540 und 1629 war der Ort protestantisch.
Mit der Inbetriebnahme der Kamptalbahn 1889 entwickelte sich Schönberg am Kamp neben Langenlois, Gars am Kamp und Rosenburg zu einer der bedeutendsten Sommerfrischen des Kamptals. Nach 1945 konnte Schönberg am Kamp nicht mehr an die Tradition der Sommerfrische anschließen. Veränderte Reisegewohnheiten, aber auch der Bau der Kamptal-Stauseen, der zu einem starken Temperaturrückgang des von zahlreichen Badeanstalten gesäumten Kamps führte, entzogen dem Tourismus im Kamptal seine wichtigsten Grundlagen.
Seit den 1990er Jahren profitiert Schönberg am Kamp zunehmend vom Weintourismus und anderen Formen des sanften Tourismus.

### Bevölkerungsentwicklung
In den Jahren von 1981 bis 2001 waren Geburtenbilanz und Wanderungsbilanz negativ. Von 2001 bis 2011 gab es eine starke Zuwanderung in die Gemeinde Schönberg am Kamp.

## Kultur und Sehenswürdigkeiten
- Naturpark Kamptal-Schönberg
- Burgruine Schonenburg

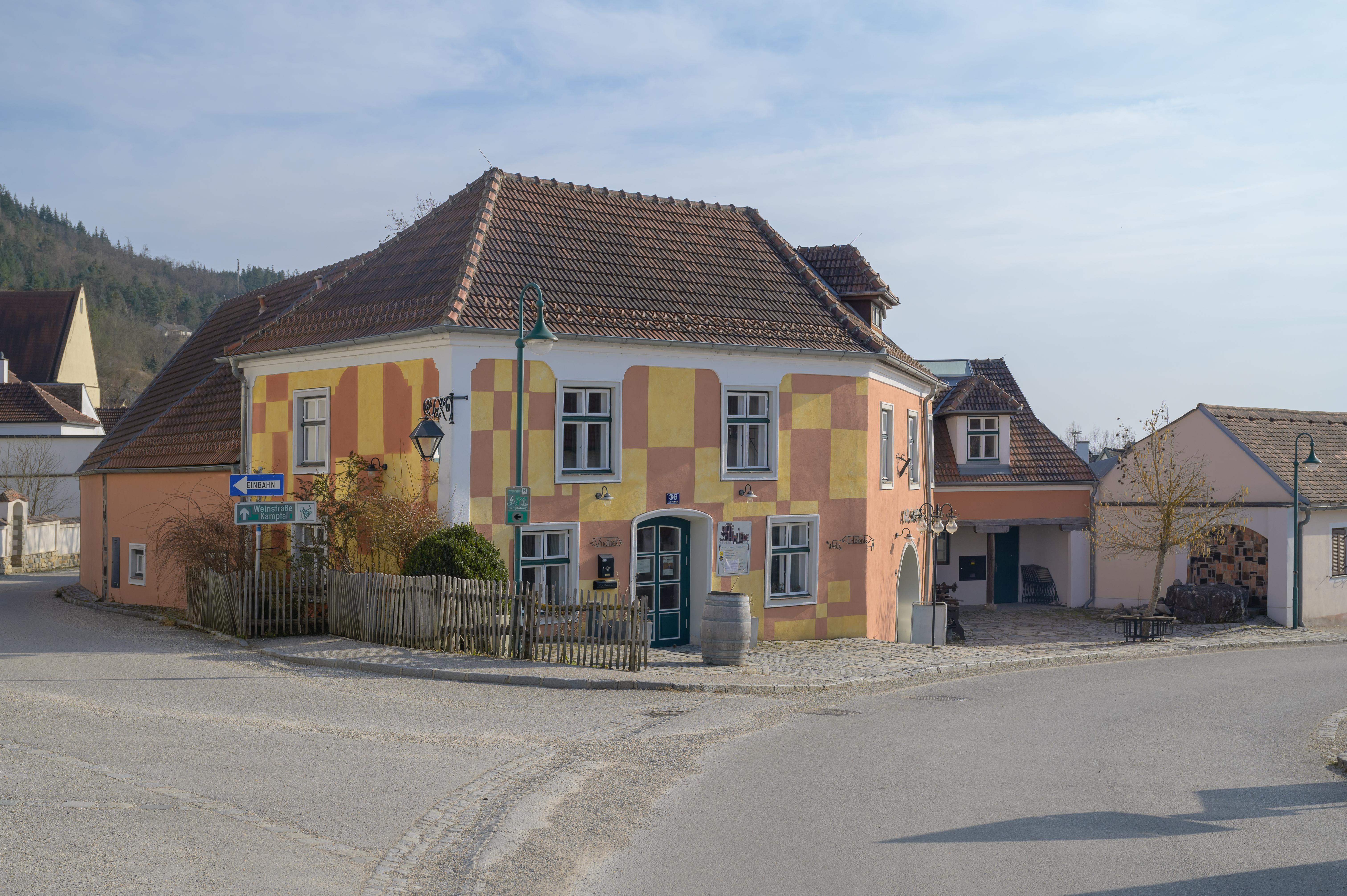
Sommerfrischemuseum „Alte Schmiede“

- Katholische Pfarrkirche Freischling hl. Laurentius
- Katholische Pfarrkirche Plank am Kamp hl. Nikolaus
- Katholische Pfarrkirche Schönberg am Kamp hl. Agnes
- Katholische Pfarrkirche Stiefern hl. Johannes der Täufer
- Sommerfrischemuseum in der „Alten Schmiede“
- Straußenland Gärtner

Regelmäßige Veranstaltungen
- Schönberger Sommerfest – 1. Augustwochenende
- Jungweinsegnung – letztes Novemberwochenende
- Schräger Advent – 2. Adventsamstag und -sonntag

## Wirtschaft

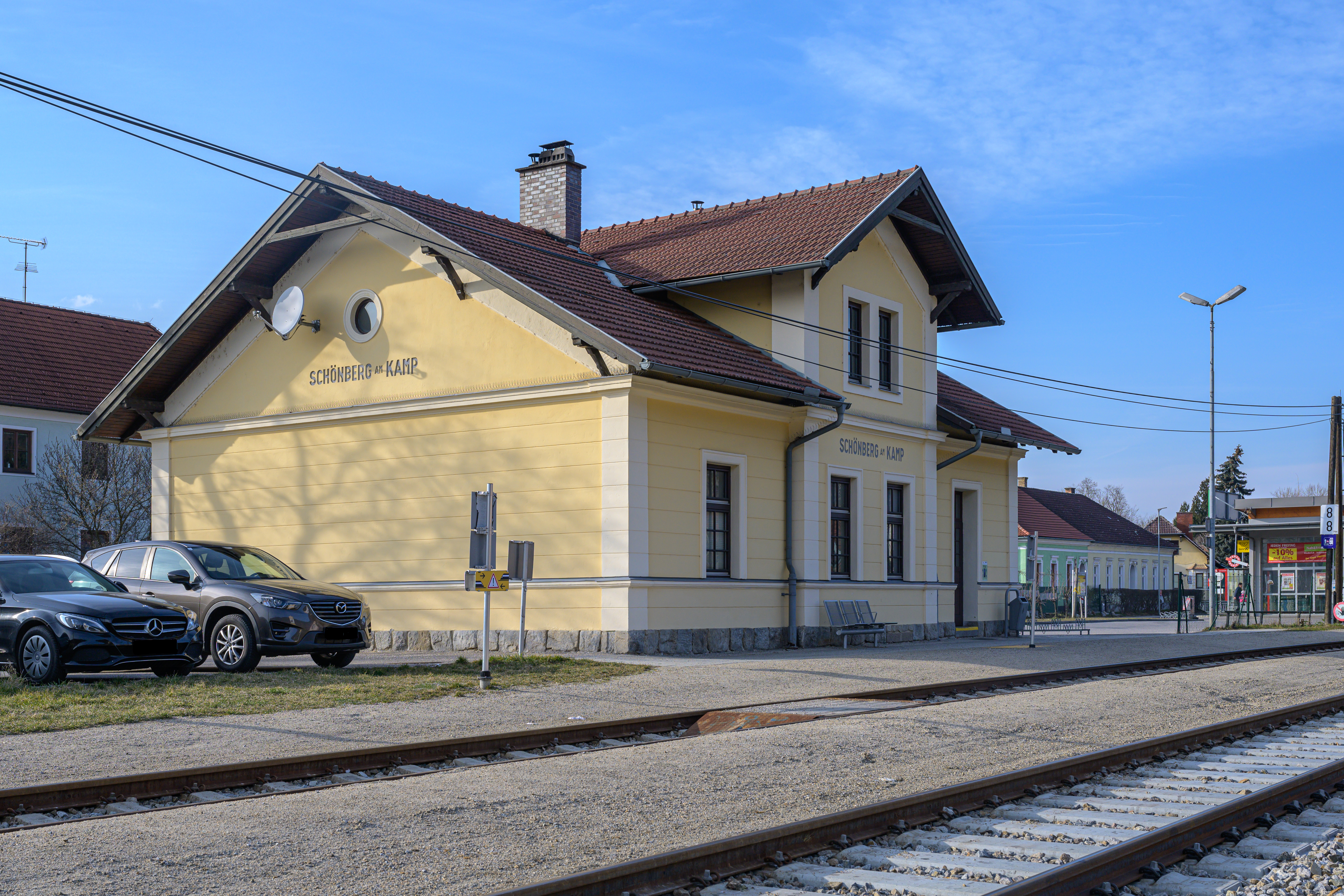
Aufnahmsgebäude Schönberg

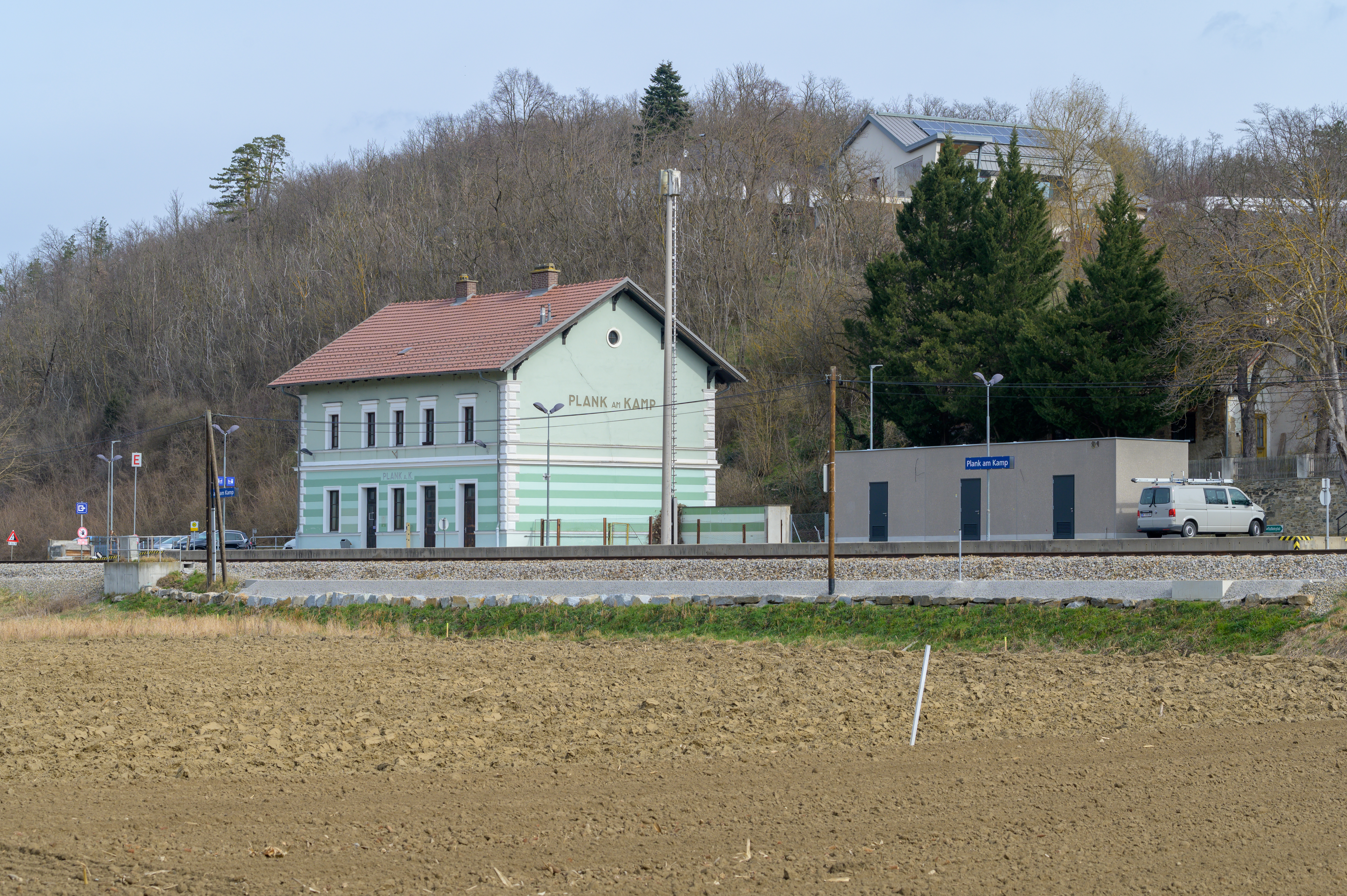
Bahnhof Plank

Nichtlandwirtschaftliche Arbeitsstätten gab es im Jahr 2001 55, land- und forstwirtschaftliche Betriebe nach der Erhebung 1999 232. Die Zahl der Erwerbstätigen am Wohnort betrug nach der Volkszählung 2001 830. Die Erwerbsquote lag 2001 bei 48 Prozent.
Der Wein spielt in Schönberg eine Hauptrolle. Die 4,2 km² Weinbaufläche machen Schönberg zu einem der größten Weinbaugemeinden im Kamptal. In den Weinbergen Schönbergs werden hervorragende Weine gekeltert. Hauptsorten sind Grüner Veltliner und Riesling (Weißer Riesling oder Rheinriesling).

### Bildung
In Schönberg befindet sich ein Kindergarten und eine Volksschule.

### Verkehr
- Straße: Schönberg am Kamp wird von der Kamptalstraße B 34 durchquert.
- Bahn: Die Gemeinde liegt an der Kamptalbahn. Die ÖBB betreiben die Bahnhöfe Schönberg/Kamp und Plank/Kamp sowie die Bedarfshaltestellen Altenhof am Kamp und Stiefern.
- Weg: Der 115,6 Kilometer lange Kamptalweg mit seinem Ausgangspunkt in Altenwörth und seinem Zielpunkt in Zwettl führt durch den Hauptort Schönberg am Kamp.
- Bus: Seit 1995 fährt der Garser Bus, eine Initiative des Wirtschaftsvereins „Gars Innovativ“, jeweils dienstags und freitags sämtliche Orte der Marktgemeinde Gars am Kamp und weitere Orte der Umgebung, darunter auch Freischling und Raan im Gemeindegebiet von Schönberg am Kamp an, um Personen, die keinen PKW besitzen und keinen Anschluss an den ÖPNV haben, Einkäufe und Erledigungen in Gars am Kamp zu ermöglichen.[9]

## Politik

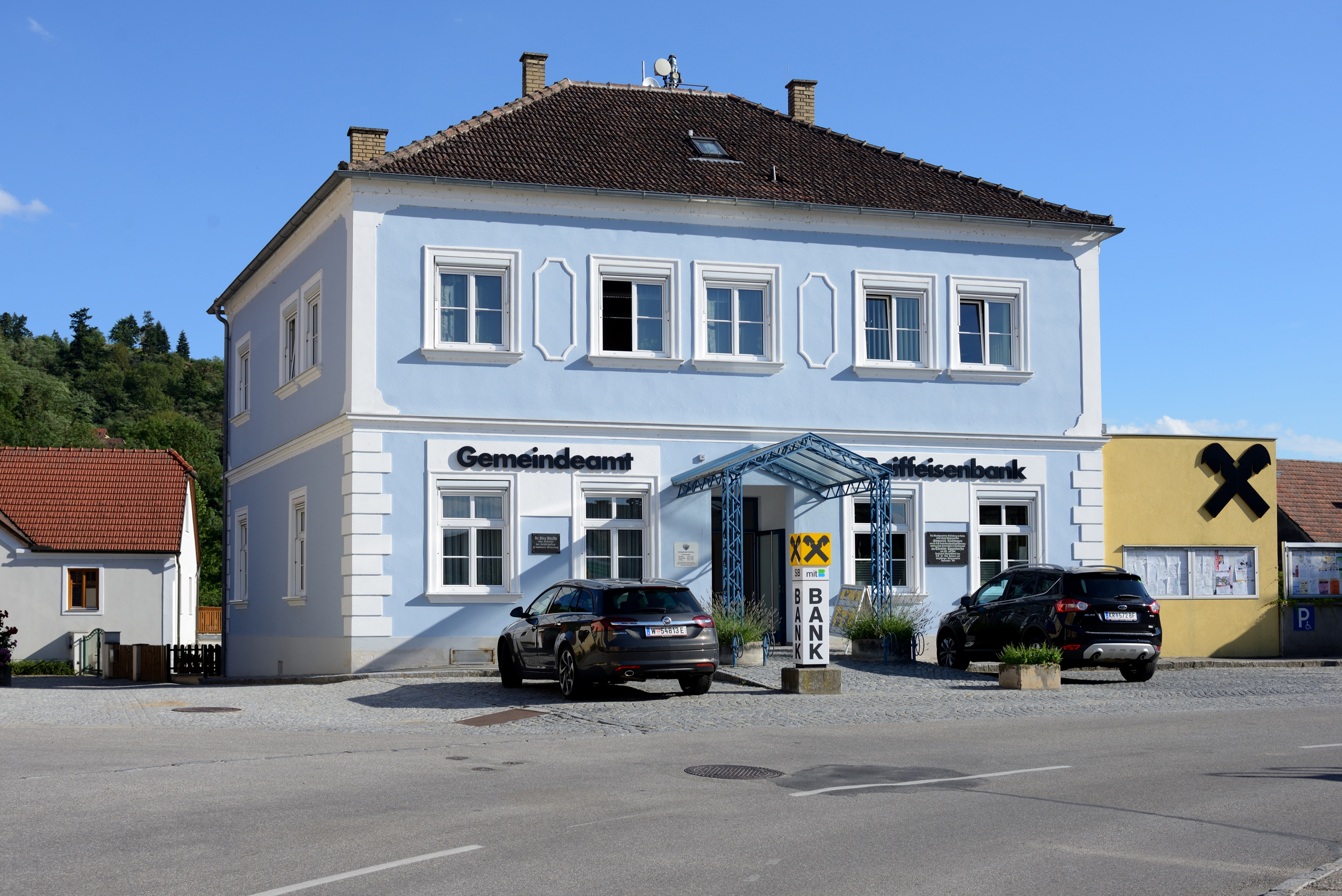
Gemeindeamt Schönberg am Kamp

### Gemeinderat
Der Gemeinderat hat 19 Mitglieder. Nach den Gemeinderatswahlen hatte der Gemeinderat folgende Verteilungen:
- 1990: 14 ÖVP, 4 SPÖ und 1 FPÖ
- 1995: 12 ÖVP, 3 SPÖ, 3 FPÖ und 1 LIF[10]
- 2000: 13 ÖVP, 3 SPÖ und 3 FPÖ[11]
- 2005: 13 ÖVP, 5 SPÖ und 1 FPÖ[12]
- 2010: 14 ÖVP, 4 SPÖ und 1 FPÖ[13]
- 2015: 13 ÖVP, 4 SPÖ und 2 FPÖ[14]
- 2020: 13 ÖVP, 3 GRÜNE, 2 SPÖ und 1 FPÖ[15]

Nach den Gemeinderatswahlen in Niederösterreich 2025 hat der Gemeinderat folgende Verteilung:
11 ÖVP, 3 GRÜNE, 3 FPÖ und 2 SPÖ.

### Bürgermeister
- 1935–1938 Theodor Eggendorfer (VF)[17]
- 1938–1945 Friedrich Dechantsreiter (NSDAP)[17]
- 1945–1950 Theodor Eggendorfer (ÖVP)[17]
- 1950–1951 Johann Kuchlbacher (ÖVP)[17]
- 1951–1955 Franz Grillmayer (ÖVP)[17]
- 1955–1960 Theodor Eggendorfer (ÖVP)[17]
- 1960–1967 Karl Stifter (ÖVP)[17]
- 1967–1988 Erich Schwanzlberger (ÖVP)[17]
- 1988–2003 Emmerich Riedlmayer (ÖVP)[18]
- 2003–2018 Peter Heindl (ÖVP)
- 2019–2024 Michael Strommer (ÖVP)[19]
- seit 2024 Alois Naber (ÖVP)[20]

### Wappen
Mit Bescheid der Niederösterreichischen Landesregierung vom 31. März 1981 erhielt die Gemeinde Schönberg am Kamp ein Gemeindewappen verliehen.
Blasonierung:
„Ein blauer Schild, belegt mit einem silbernen Adlerflug, der rechts oben von einer goldenen Weintraube begleitet wird.“
Die Gemeindefarben sind Blau-Weiß-Schwarz.

## Persönlichkeiten

### Ehrenbürger der Gemeinde
- 2021: Helmut Diewald[22]
- 2021: Josef Weber[23]

### Söhne und Töchter der Gemeinde
- Douglas Hoyos (* 1990), österreichischer Politiker (NEOS), wuchs in Raan auf.[24]
- Karl Bregartner (1933–2018), österreichischer Politiker, wurde im Ortsteil Plank am Kamp geboren.
- Theodor Eggendorfer (1901–1980), österreichischer Politiker (ÖVP)
- Wolfgang Kromp (* 1942), Physiker

### Personen mit Bezug zur Gemeinde
- Andreas Brandstetter (* 1969), Vorsitzender des Vorstandes der Uniqa Insurance Group AG
- Ilse Helbich (1923–2024), österreichische Publizistin und Schriftstellerin, lebte in Schönberg am Kamp.
- Bodo Hell (* 1943), Schriftsteller; lebt in der Katastralgemeinde Altenhof[25]
- Robert Kammerzell (1884–1950), österreichischer Künstler und Heimatforscher, lebte von 1923 bis zu seinem Tod im Ortsteil Plank am Kamp.
- Peter Klitsch (1934–2024), österreichischer Künstler, lebte in Raan und später bis zu seinem Tod in Stiefern.[26]
- Trude Marzik (1923–2016), österreichische Erzählerin und Lyrikerin, langjähriger Sommerfrischegast im Ortsteil Oberplank, dem sie mit dem autobiographischen Werk Geliebte Sommerfrische ein literarisches Denkmal setzte.[27]
- Erich Landgrebe (1908–1979), österreichischer Schriftsteller und Maler, Sommerfrischegast im Ortsteil Plank am Kamp, dem er mit dem Roman Michaels erster Sommer ein literarisches Denkmal setzte.[28]